# Nicola Conte
Nicola Conte (né à Bari) est un DJ et musicien de nu jazz italien.

## Discographie

### Albums
- Jet Sounds (2000) Schema Records
- Bossa per Due (2001) ESL Records – Jet Sounds reissue
- Jet Sounds Revisited (2002) Schema Records
- Other Directions (2004) Blue Note Records / Schema Records
- Rituals (2008) Schema Records
- The Modern Sound of Nicola Conte (2009) Schema Records
- Love & Revolution (2011) Impulz!/Universal Music

### Compilations
- Viagem (2008)  (Far Out Recordings)
- Viagem 2 (2009)  (Far Out Recordings)
- Viagem 3 (2011)  (Far Out Recordings)

### Collaborations
- Putumayo Presents World Lounge - "Missione A Bombay" (9 avril 2002) Putumayo World Music.